# 宮津警察署
宮津警察署（みやづけいさつしょ）は、京都府警察が管轄する警察署の一つ。

## 所在地
- 京都府宮津市鶴賀2151番地

## 管轄区域
- 宮津市
- 与謝郡与謝野町、伊根町

## 内部組織
- 会計課 - 会計係
- 警務課 - 警務係、留置管理係、犯罪被害者支援係、広聴・相談係
- 生活安全課 - 生活安全係
- 地域課 - 地域第一係、地域第二係、地域第三係、地域管理・水上係
- 刑事課 - 捜査管理係、強行・盗犯係、知能・組織犯罪対策係
- 交通課 - 交通指導係、交通事故捜査係
- 警備課 - 警備係

## 交番

### 宮津市
- 署所在地 - 宮津警察署内

- 天ノ橋立交番 - 宮津市字文珠312-4 京都丹後鉄道天橋立駅構内

### 与謝野町
- 加悦交番 - 与謝郡与謝野町字加悦433-4
- 岩滝交番 - 与謝郡与謝野町字岩滝2308-8
- 野田川交番 - 与謝郡与謝野町字幾地911

## 駐在所

### 宮津市
- 栗田駐在所 - 宮津市字上司1727
- 吉津駐在所 - 宮津市字須津小字杉ヶ坪713-3
- 府中駐在所 - 宮津市字中野681-2
- 日置駐在所 - 宮津市字日置1428
- 由良駐在所 - 宮津市字由良1290-2
- 養老駐在所 - 宮津市字岩ケ鼻26-4

### 伊根町
- 伊根駐在所 - 与謝郡伊根町字平田93-14
- 本庄駐在所 - 与謝郡伊根町字本庄上1018
- 筒川駐在所 - 与謝郡伊根町字本坂小字シトウ319
- 朝妻駐在所 - 与謝郡伊根町字井室190

## 警備艇
- たんご　京2